# 荒野座

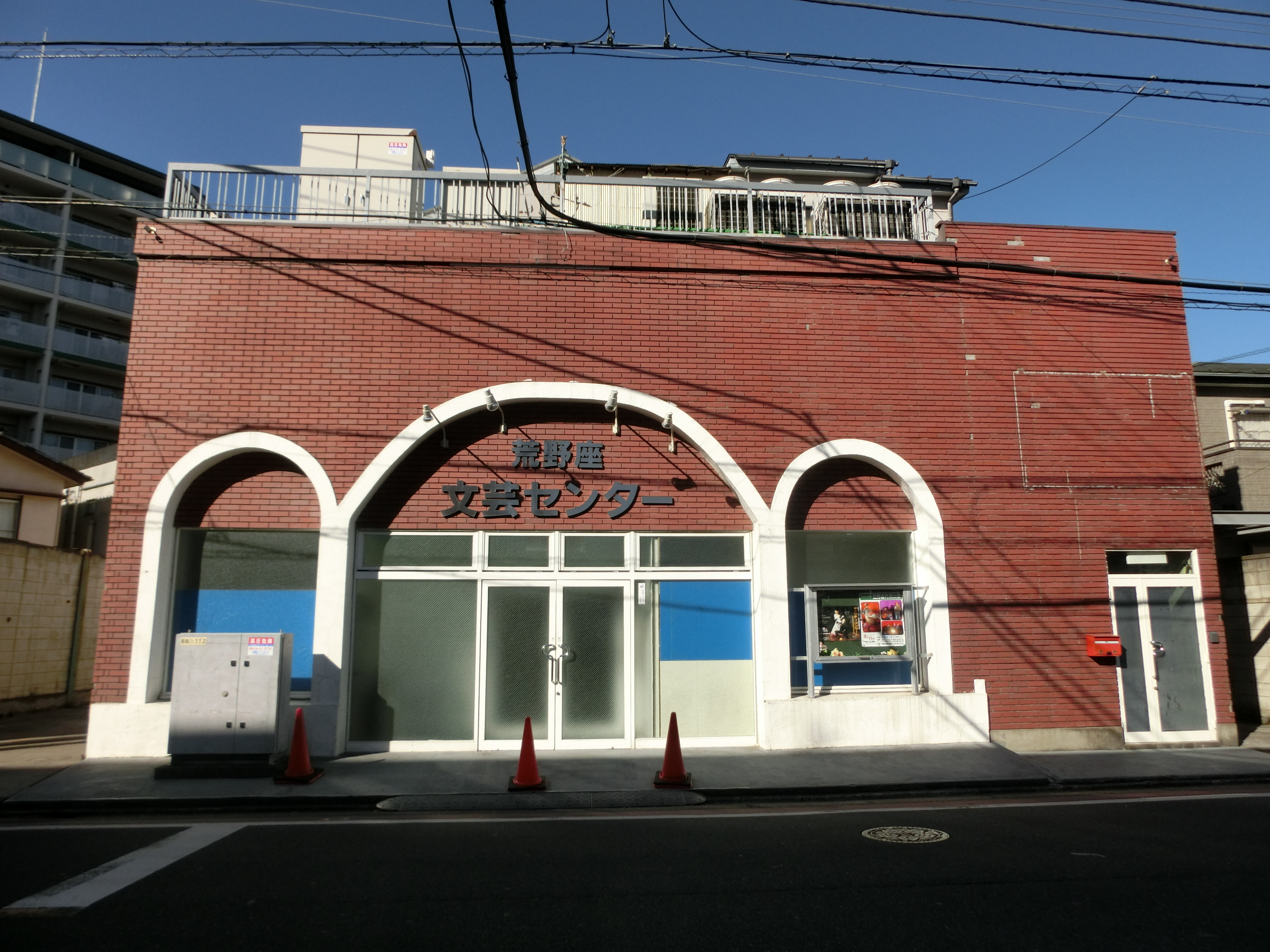
荒野座文芸センター

荒野座（こうやざ、正式名称「歌舞音楽集団 荒野座」）は、東京都葛飾区に実行委員会事務所を置く劇団。三橋辰雄を創設者とする政治団体緑の党と関連する劇団である。キャッチコピーは「荒野に花を 砂漠に緑を」。

## 概要
団員は青森県出身者が多いが、これは緑の党の母体が青森にあったことによる。
荒野座は定期的に、一般のコンサートホールで開催される「中央公演」のほか、緑の党運営の音楽喫茶『銀河JOY』などで「チャリティー」と称するコンサートを開いている。街頭でパフォーマンスを演じる場合も見られるほか、老人ホームの慰問や学校での公演も行っている。海外では、サッダーム・フセイン政権下のイラクで公演を行っていたこともあった。
後援している主な団体としては、日本ボランティア会、日本新聞（緑の党機関誌）、緑の党文芸局、緑フォーラムなどだが、これらはいずれも緑の党の関連組織であり構成員も同じである。日本ボランティア会の街頭募金活動にて募金者に公演チケットを配ることもあり、月例公演の入場券には「収益は全て日本ボランティア会に寄贈されます」と記載されている。かつては、中国大使館の後援を取り付けたこともあった。また、関東大震災を題材にした劇に、朝鮮学校生を招待していたこともあった。
演目は、演劇、音楽、舞踊など。演劇や音楽は、主として三橋辰雄が作成した、彼ら独自の世界観・人生観を描いたプロパガンダであるものが多いが、クラシック音楽などを上演する場合もある。
キャッチセールス勧誘の実態を記した多田文明の著書「ついていったらこうなった」では、団体名は伏せてあるが、著者が荒野座コンサートに潜入して、恐怖におののいたという記載がある。「奇抜な歌、踊り」「客のほとんどが内部の人間で、一般客は浮いている」「同じ歌に何回もアンコールする、アンコール代は300円別料金である」「全員がアンコールしないと歌ってくれない」など、明らかに荒野座のコンサートを思わせる内容である。
また、サイト「遊撃インターネット」中の「街頭募金野郎の謎/葉寺覚明」においても、荒野座公演に潜入し、ショックを受けたという記載がある。